# Maloosak
Maloosak, eller Maloosak The Artist, född 4 april 1974 i Teheran, är en svensk konstnär från Skellefteå.

## Biografi

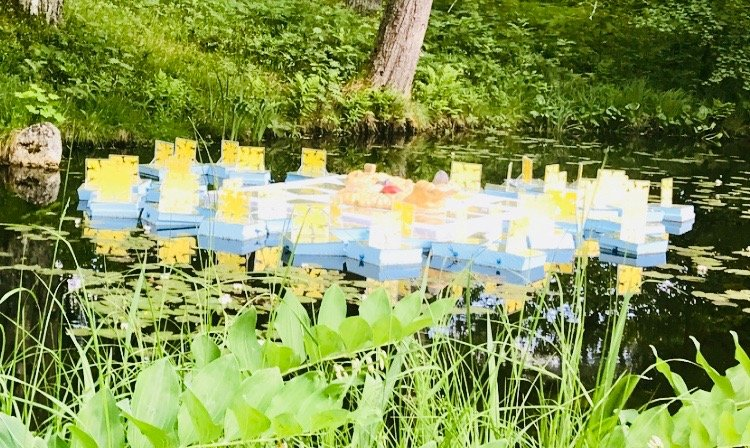
Blandteknik skulptur i glas och återvinning i rörelse, Konstinstallation "Skymningsgalax i vatten" av Maloosak The Artist, 2018, Gävle skulpturpark

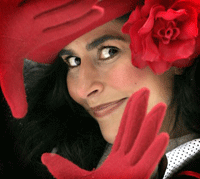
Maloosak, 2008.

Maloosak kom till Sverige vid tre och ett halvt års ålder och är adopterad av en svensk familj i Skellefteå där hon växte upp. Hon började tidigt intressera sig för esteticism, dagdrömmeri och att filosofera.
Hon är utbildad på Designskolan i Umeå, Konstskola i Stockholm och sedan på Beckmans designhögskola i Stockholm mellan 1996 och 2003.
Maloosak var aktiv redan på 1900-talet med konstperformance och konstutställningar.  Hon hade en av sina första separatutställningar på Berns Salonger i Stockholm 2001 och året därefter på Nobelmuseet. Utställningen Säkerhetsrisk på Galleri Gummeson väckte stor uppmärksamhet i olika media. Maloosak använde sig då (2003) av en metod där hon skapade konst genom att med väskor passera genom säkerhetskontroller för incheckning av bagage, något hon då var ensam om i världen. Flertal unika utställningar har Maloosak nått ut med och internationellt. Konstnären Maloosak har även skapat skulpturala verk som fått uppmärksamhet. Visat upp performancekonst flertal gånger. Hon har producerat två konstfilmer (Talking Rags och Blind World) och varit med i filmen Dansa först. Maloosak konstnären har också blivit jurybedömd och kommit med på utställningar med sin konst och konstinstallationer bl.a. Vårsalongen i Liljevalchs konsthall år 2005. Konstverket var då en egen designad jättekrok med sits, som fick uppmärksamhet.  Konstnären har tagit upp under åren genusperspektiv med konstinstallationer  och är också konceptkonstnär.  Maloosak har även haft konstutställning via Statens historiska museum utomhus då hon tog upp om mänskliga rättigheter via hennes konstutställning.  Konstnären Maloosak skapade en flytande skulptur som visas i avlång damm i skulpturpark i Gävle. Den var ca 15 m x 10 m där speglingar av gestalter och miljön integrerade med konstverket.  Maloosak har flertal gånger tagit upp om makthierarkier, maktmissbruk och utsatthet i sina konstverk bl.a när hon gjorde en installation med ett badkar fyllt med svart rå olja, självdöda djur och en röd matta där konstnären ville visa hur vi är beredda att offra liv för pengar. 
Maloosak har ett fantasifullt och idérikt sätt att beskriva sin bildvärld och uttrycker sig i olika former och material när hon skapar. Politiska och samhällsinriktade teman finns även med som viktiga detaljer i konstnärens framställning.